# Seleção Venezuelana de Futebol de Areia
A Seleção Venezuelana de Futebol de Praia ou Seleção Venezuelana de Futebol de Areia representa a Venezuela em campeonatos internacionais de futebol de areia (ou beach soccer). É controlada pela FVF.

## Melhores Classificações
- Copa do Mundo de Futebol de Areia - 5º Lugar em 2000
- Copa América de Futebol de Areia - 3º Lugar em 2016